# Paşamandıra, Beykoz
Paşamandıra là một xã thuộc huyện Beykoz, tỉnh Istanbul, Thổ Nhĩ Kỳ. Dân số thời điểm năm 2010 là 891 người.